# سیتروئن ژیان

ژیان

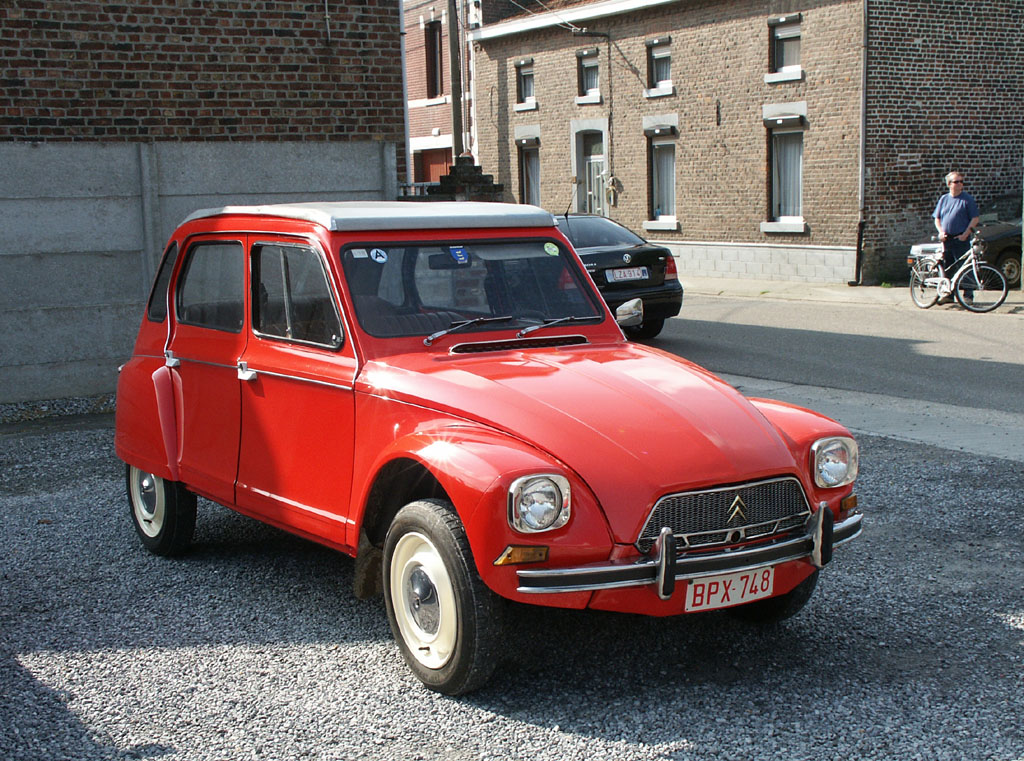
ژیان

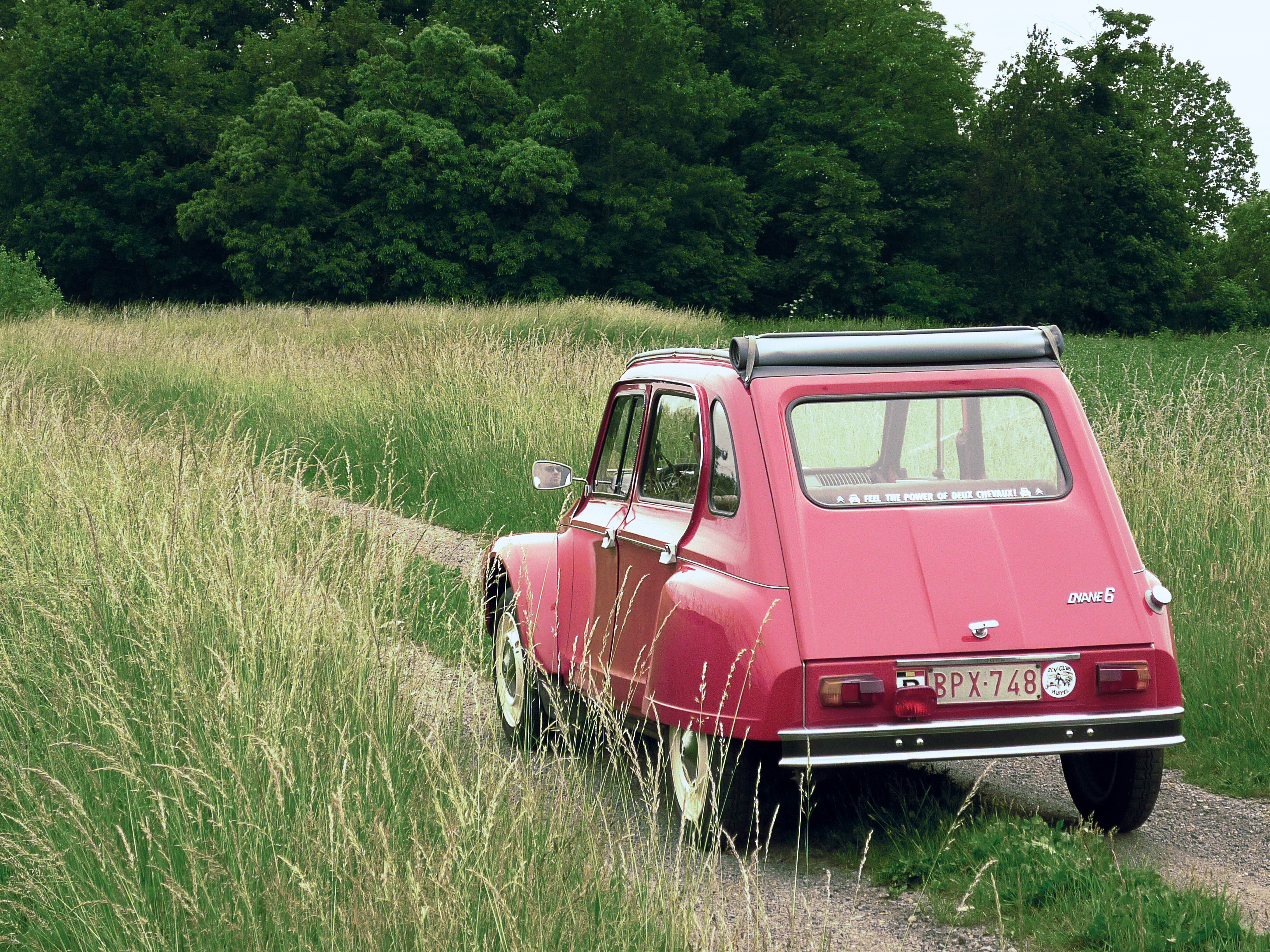

سیتروئن ژیان (به فرانسوی: Citroën Dyane) یک خودروی سوپرمینی/اقتصادی است که از سال ۱۹۶۷ تا ۱۹۸۳ توسط سیتروئن تولید و مونتاژ آن در ایران، پرتغال، آرژانتین، یوگسلاوی (اسلوونی) و بلژیک انجام می‌شد.

## تاریخچه
این خودرو بر پایه مدل مشهور سیتروئن ۲CV بوده و ۱٫۹ میلیون دستگاه از آن تولید شده‌است.
سیتروئن دایان پاسخ سیتروئن به مدل رنو 4CV بود که از اتاق مدرن تری نسبت به سیتروئن 2CV بهره می‌برد. سیتروئن دایان یا ژیان یکی از معدود سیتروئن‌هایی بود که طراحی بدنه آن توسط خود سیتروئن صورت نگرفت و طراحی آن به شرکت پنهار سپرده شد. هدف تولید دایان همانند 2CV ساخت خودرویی متناسب با شهرها و نیازهای خانواده و با حداقل قیمت و هزینه نگهداری بود.
تولید خانواده سیتروئن 2cv از سال ۱۹۴۸ آغاز و با گذشت زمان تغییراتی در شکل ظاهری و قسمت‌های فنی آن ایجاد شد که باعث ادامه روند تولید آن و عرضه در مدل‌های گوناگون گشت که دایان یا همان ژیان نیز یکی از آنهاست.
این خودرو اولین بار در اتوشوی پاریس ۱۹۴۸ رونمایی شده و گفته می‌شود تا سال ۱۹۹۰ که در مدل‌های مختلفی که تولید کرده حدود ۵میلیون دستگاه فروش داشته‌است.
از مدل‌های آن می‌توان dyane, Ami, Mehari و یک نسخه اِستیشِن با نام سیتروئن آکادیان را نام برد این خودرو حتی مدل ۴wd هم داشته که به اسم ۲CV Sahara تولید شده‌است. مدل مهاری نیز به عنوان یک خودرو اسپرت آفرود مناسب برای سفرهای تفریحی به صورت نسخه ۲ دیفرانسیل قابل سفارش بود که از ترمزهای دیسکی در چهار چرخ سود می‌برد. مدل موجود در ایران Dyane است که در طول دهه ۷۰ میلادی تولید می‌شد.
محبوبیت فراوان این خودرو بیشتر به خاطر قیمت ارزان و مصرف بسیار کم بنزین آن است.
این اتومبیل مانند cv۲ از موتور دو سیلندری که توسط هوا خنک می‌شود بهره می‌برد. موتور این اتومبیل در ابتدا همانند cv۲ از حجم ۴۳۵ سی سی برخوردار بود اما در ادامه تولید آن حجم موتور به ۶۰۲ سی سی افزایش یافت که موجب تولید قدرت و سرعت بیشتر اتومبیل شد.
گفته می‌شود که در آن زمان مجموعاً ۵ میلیون دستگاه از مدل‌های مختلف ژیان در جهان تولید شده‌است.

## مشخصات فنی
- طول:۳٬۸۹۹ میلیمتر (۱۵۳٫۵ اینچ)
- عرض:۱٬۴۹۹ میلیمتر (۵۹٫۰ اینچ)
- فاصله بین دو محور:۲٬۴۰۰ میلیمتر (۹۴٫۵ اینچ)
- ارتفاع:۱٬۶۰۰میلیمتر(۶۲٬۹اینچ)
- وزن خالص: ۶۴۰ کیلوگرم
- وزن ناخالص: ۹۱۵ کیلوگرم
- مصرف بنزین ترکیبی: حدود ۵لیتر در ۱۰۰ کیلومتر
- ظرفیت باک:۲۵ لیتر
- گیربکس: ۴ دنده در جلو و یکی عقب
- انتقال حرکت: دیفرانسیل جلو-موتورجلو است و ترمز دستی هم بر روی چرخهای جلو قرار دارد.
- شعاع گردش فرمان:۵/۳۵ متر

### خلاصه قدرت/سرعت
| مدل                          | موتور                                 | قدرت                                                | حداکثر سرعت                           |
| ---------------------------- | ------------------------------------- | --------------------------------------------------- | ------------------------------------- |
| نسل اول: ژیان (۱۹۶۷ تا ۱۹۶۹) | ۴۲۵ سی‌سی، تخت دوتایی، خنک‌شونده با هوا | ۲۱ اسب بخار (۱۶ کیلووات) در ۵۵۰۰ دور در دقیقه (rpm) | ۶۵ مایل بر ساعت (۱۰۵ کیلومتر بر ساعت) |
| نسل دوم: ژیان ۴              | ۴۳۵ سی‌سی، تخت دوتایی، خنک‌شونده با هوا | ۲۶ اسب بخار (۱۹ کیلووات) در ۵۵۰۰ دور در دقیقه       | ۶۸ مایل بر ساعت (۱۰۹ کیلومتر بر ساعت) |
| نسل سوم: ژیان ۶              | ۶۰۲ سی‌سی، تخت دوتایی، خنک‌شونده با هوا | ۳۲ اسب بخار (۲۴ کیلووات) در ۵۵۰۰ دور در دقیقه       | ۷۵ مایل بر ساعت (۱۲۱ کیلومتر بر ساعت) |

## ژیان در ایران
ژیان خودروی کوچکی بود که متناسب با ترددهای درون‌شهری و برای تأمین نیاز یک خانواده کم جمعیت با حداقل قیمت و هزینه نگهداری طراحی شده بود. محبوبیت زیاد این خودرو به دلیل قیمت ارزان و مصرف بسیار کم بنزین آن بود.
تولید این خودرو در ایران از سال ۱۳۴۷ در شرکت سهامی سیتروئن ایران (سایپا) آغاز شد. ژیان برای سال‌ها در یک مدل و به صورت سواری هاچ بک تولید می‌شد، اما پس از سال ۱۳۵۳ بر تنوع مدل ژیان‌های تولیدی افزوده شده و مدل وانت این خودرو با نام "ژیان مهاری" و "ژیان پیکاپ " (وانت اتاق دار) تولید شد.
این خودرو به نوعی رقیب «پیکان (خودرو)» تولیدی در شرکت ایران خودرو بود. البته ژیان کوچک‌تر از پیکان بوده و به دلیل حجم موتور پایین‌تر، قیمت کمتری نیز نسبت به پیکان داشت. در اوایل تولید این خودروها در ایران، پیکان به قیمت حدود ۱۷ هزار تومان و ژیان به قیمت حدود ۱۲ هزار تومان به فروش می‌رسید.
پایین بودن حجم (قدرت) موتور ژیان موجب شده بود که این خودرو از توان لازم برای حرکت در خیابان‌های سربالایی برخوردار نباشد به همین دلیل خانواده‌هایی که از وضع مالی مناسب تری برخوردار بودند پیکان را به ژیان ترجیح می‌دادند به ویژه آنکه ژیان چندان مناسب تردد در جاده‌های بین شهری نبود.
البته یکی از ویژگی‌های مثبت ژیان، سیستم تعلیق منحصر به فرد این خودرو در مقایسه با تکنولوژی روز آن زمان بود. سیستم تعلیق این خودرو به صورت دو استوانه است که در زیر خودرو قرار دارد. در واقع این دو استوانه حکم نوعی کمک فنر را داشت که در طول خودرو قرار گرفته و هر کدام از استوانه‌ها به یکی از چرخ‌ها متصل می‌شود.
بخاطر استفاده از همین سیستم تعلیق، ژیان در موانع و دست اندازها تا حد زیادی نرم و راحت بود و از تکانه‌های شدید خودرو در جاده‌های ناهموار خبری نبود. ویژگی منحصر به فردی که البته در پیکان تولیدی آن زمان وجود نداشت.
با وجود مزایای ژیان تولید این خودرو از سال ۱۳۶۰ متوقف شد به گونه‌ای که شرکت سایپا رنو ۵ را جایگزین این خودرو کرد. پس از آن نیز پراید جایگزین رنو ۵ شد.

## نگارخانه

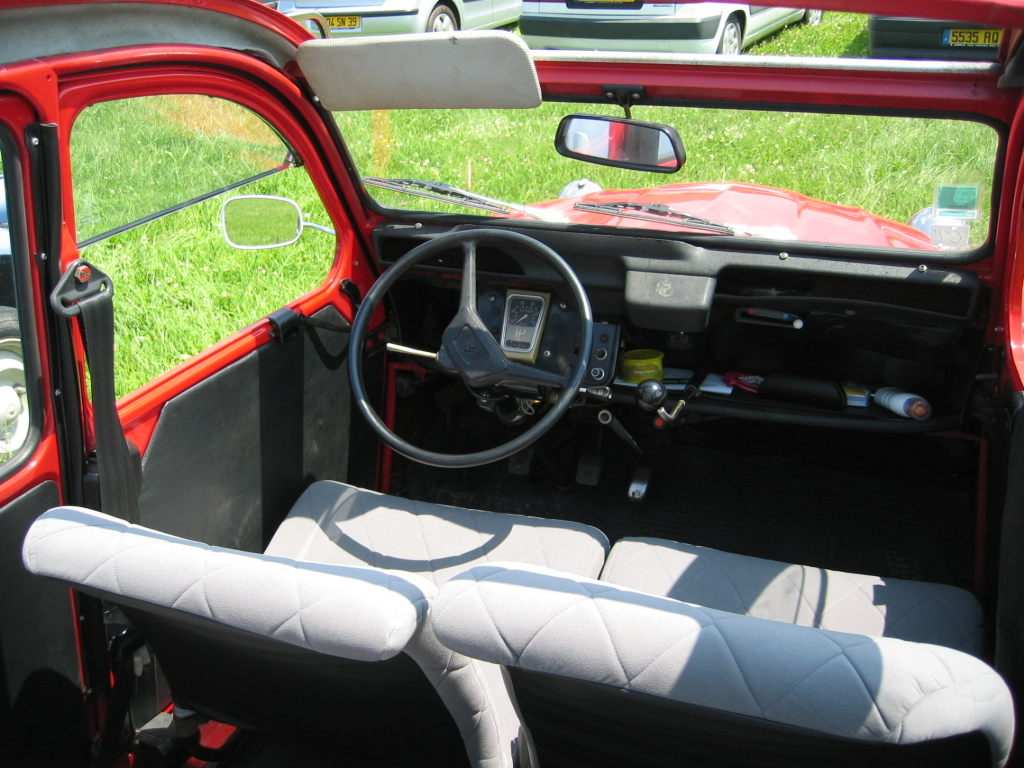
نمای درونی ژیان
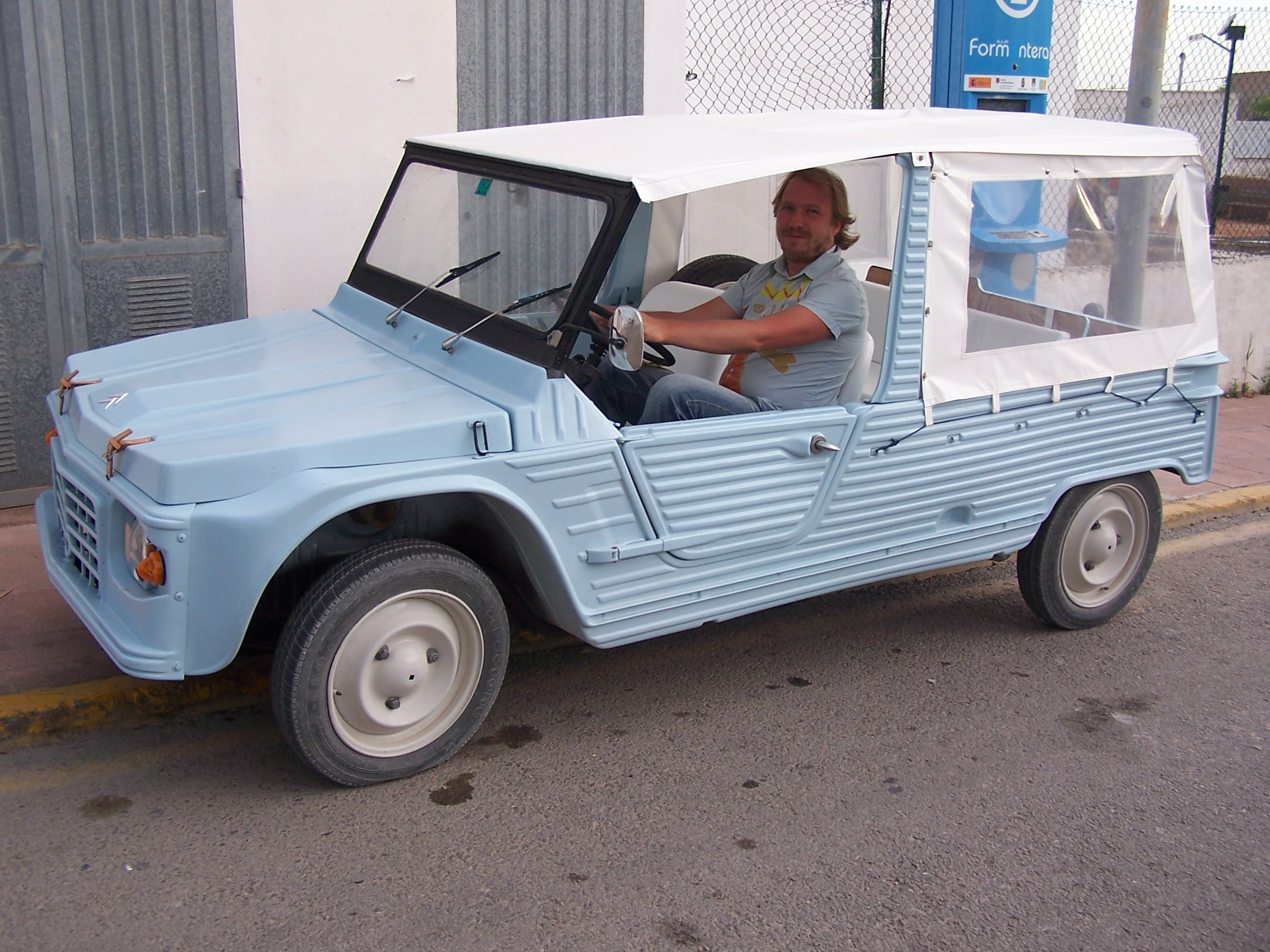
ژیان مهاری
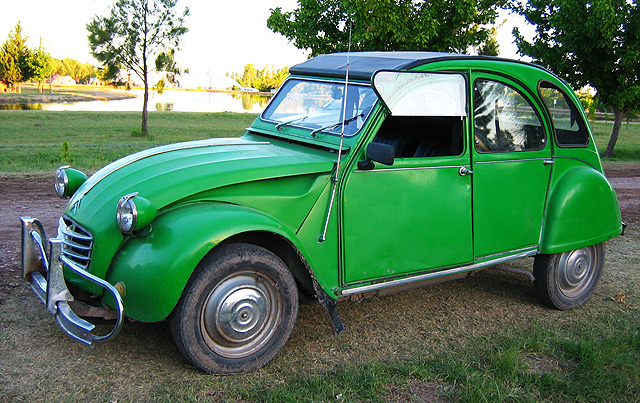
سیتروئن ۲CV